# Adrian Bogucki
Adrian Bogucki (ur. 18 listopada 1999 w Lesznie) – polski koszykarz, występujący na pozycji środkowego, od 2024 zawodnik Śląska Wrocław.
1 lipca 2020 dołączył do Anwilu Włocławek. 12 grudnia został zawodnikiem Enei Astoria Bydgoszcz.
1 czerwca 2021 zawarł umowę z Asseco Arką Gdynia. 8 sierpnia 2022 przedłużył kontrakt z klubem. 12 czerwca 2024 został zawodnikiem Śląsk Wrocław.

## Osiągnięcia
Stan na 15 lutego 2024, na podstawie, o ile nie zaznaczono inaczej.

### Drużynowe
- Finalista Superpucharu Polski (2020)[9]
- Zdobywca Superpucharu Polski (2024)[10]

### Indywidualne
- Najlepszy Młody Zawodnik PLK (2020)[11]
- Największy Postęp PLK (2020)[12]
- Laureat nagrody – akcja sezonu 2022/2023 Energa Basket Ligi[13]
- MVP kolejki OBL (21 – 2023/2024)[14]
- Zaliczony do I składu kolejki EBL/OBL (23 – 2020/2021, 21 – 2023/2024)[15][16]

### Reprezentacja
5x5
- Mistrz Europy U–20 dywizji B (2018)
- Wicemistrz Europy U–16 dywizji B (2015)
- Uczestnik mistrzostw Europy:
  - U–20 (2019 – 14. miejsce)
  - dywizji B:
    - U–18 (2016 – 6. miejsce, 2017 – 5. miejsce)
    - U–16 (2015, 2016 – 6. miejsce)
- Zaliczony do I składu mistrzostw Europy U–20 dywizji B (2018)

3x3
- Mistrz:
  - świata U–23 3x3 (2022)[17][18]
  - Ligi Narodów U–23 3x3 (2021)[19]